# Umberto Maglioli

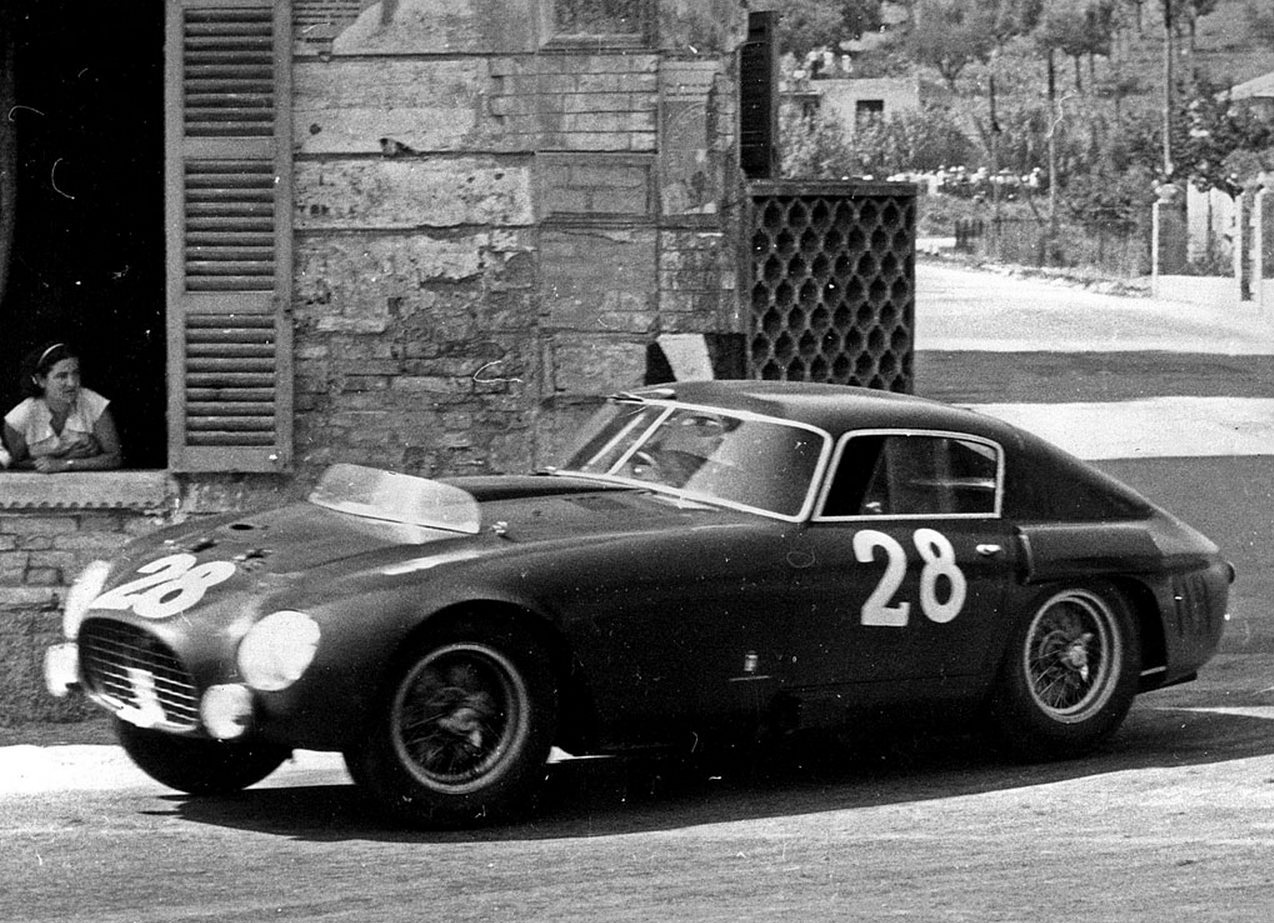
Ferrari conducido por Hawthorn-Maglioli en 1953.

Umberto Maglioli (Bioglio, 5 de junio de 1928-Monza, 7 de febrero de 1999) fue un piloto de automovilismo italiano. Se destacó especialmente en carreras de automóviles deportivos, donde corrió junto a Nino Vaccarella, Mike Hawthorn, Maurice Trintignant y Hans Herrmann, entre otros. Desarrolló la mayor parte de su carrera deportiva con la marca Ferrari, aunque también fue piloto oficial de Porsche, Maserati y Lancia. 
Maglioli logró cuatro victorias en el Campeonato Mundial de Resistencia: los 1000 km de Buenos Aires de 1954, la Carrera Panamericana 1954, las 12 Horas de Sebring 1964, y la Targa Florio 1968. También venció en la Targa Florio 1953 y 1956. Su mejor resultado en las 24 Horas de Le Mans fue tercero en 1963, en tanto abandonó en las restantes apariciones. Asimismo, obtuvo podios absolutos en la Mille Miglia 1951 y 1955, y los 1000 km de Nürburgring 1953 y 1964.
En paralelo, el italiano disputó diez Grandes Premios de Fórmula 1. Logró dos terceros puestos con Ferrari en el Gran Premio de Italia de 1954 y el Gran Premio de Argentina de 1955, en ambos casos compartiendo butaca.

## Resultados

### Fórmula 1
(Clave) (negrita indica pole position) (cursiva indica vuelta rápida)

| Año  | Escudería                 | 1      | 2   | 3   | 4   | 5   | 6       | 7       | 8        | 9     | Pos. | Puntos |
| ---- | ------------------------- | ------ | --- | --- | --- | --- | ------- | ------- | -------- | ----- | ---- | ------ |
| 1953 | Scuderia Ferrari          | ARG    | 500 | NED | BEL | FRA | GBR     | GER     | SUI      | ITA 8 | NC   | 0      |
| 1954 | Scuderia Ferrari          | ARG 9  | 500 | BEL | FRA | GBR | GER     | SUI 7   | ITA 3*   | ESP   | 18°  | 2      |
| 1955 | Scuderia Ferrari          | ARG 3* | MON | 500 | BEL | NED | GBR     | ITA 6   |          |       | 21°  | 1 1⁄3  |
| 1956 | Scuderia Guastalla        | ARG    | MON | 500 | BEL | FRA | GBR Ret |         |          |       | NC   | 0      |
| 1956 | Officine Alfieri Maserati |        |     |     |     |     |         | GER Ret | ITA Ret* |       | NC   | 0      |
| 1957 | Dr Ing F Porsche KG       | ARG    | MON | 500 | FRA | GBR | GER Ret | PES     | ITA      |       | NC   | 0      |

- *Monoplaza compartido.[1]